# ان‌جی‌سی ۹
ان‌جی‌سی ۹ (به انگلیسی: NGC 9) یک کهکشان مارپیچی است که حدود ۱۴۰ میلیون سال نوری از صورت فلکی اسب بالدار فاصله دارد. این قمر در ۲۷ سپتامبر ۱۸۶۵ توسط اوتو استروو کشف شد.